# Mycetaulus longipennis
Mycetaulus longipennis is een vliegensoort uit de familie van de Piophilidae. De wetenschappelijke naam van de soort is voor het eerst geldig gepubliceerd in 1869 door Loew.